# Raymond William Lessard
Raymond William Lessard (21 de desembre de 1930 en Grafton, Dakota del Nord - 3 de gener de 2016 en Boyton Beach, Florida) va ser un bisbe dels Estats Units que va servir en la Diòcesi de Savannah com el seu XII bisbe de l'estat de Geòrgia de 1973 a 1995 passant posteriorment a ser bisbe emèrit de la diòcesi fins a la seva defunció.

## Primers anys i educació
Raymon Lessard va néixer a Grafton, Dakota del Nord en una família franca canadenca de llarga tradició. Els seus ancestres van emigrar de Normandia al Canadà. Lessard va créixer en una granja i va ser educat en el Col·legi de St. Aloysius a Dakota del Nord.